# New Evolution Global Tour
New Evolution Global Tour는 2NE1의 두 번째 콘서트 투어이자 첫 월드 투어이다. 투어는 2012년 7월 28일 대한민국 서울을 시작으로 아시아, 미주, 유럽 등 7개국 11개 도시에서 총 20만 명을 동원할 예정이었지만 인도네시아 말레이시아 투어의 취소로 인해 5개국 9개 도시로 축소 되었다.

## 개요
- 대한민국 걸그룹 사상 최초의 월드투어로 세계적인 네트워크를 보유한 미국의 공연 기획사 라이브 네이션이 진행하였다. 투어 의상은 디자이너 제레미 스캇의 오리지널 디자인팀이 맡았다. 이외에도 마이클 잭슨의 ‘THIS IS IT’ 콘서트 안무가였던 트래비스 페인(TRAVIS PAYNE)과 비욘세 투어 밴드의 리더였던 디비니티 록스(Divinity Roxx)가 참여했다.
- 라이브 밴드 멤버

DIVINITY ROXX (Music Director/Bassist)
DANIIVORY (Keyboardist)
ERIC RACY (Pro Tool Engineer)
GABRIEL "MANUALS" WALLACE (Drummer)
SHARON AGUILAR (Guitarist)

## 평가
콘서트 투어는 걸 그룹의 콘서트 중 최고였다며 극찬을 받았다. SSTV는 “이날 투애니원의 콘서트는 국내 걸그룹 최초 글로벌 투어의 시작인 만큼 볼거리와 들을 거리로 가득했다. 라이브 밴드와의 합동 공연은 물론이고 시시각각 변하는 LED 영상도 인상적이었다. 투애니원은 공연의 진수를 제대로 보여줬다”고 리뷰했다. 뉴시스의 이재훈은 “이날 공연은 무엇보다 완성도가 높았다. 멤버들의 개인기에 의존하기보다는 노래 자체를 파고들며 사운드 질의 수준에 대해 고민한 흔적이 역력했다. 그렇게 자신들의 '새로운 진화'에 대한 모색의 시간이 됐다”고 평가했다.
공연 후 뉴욕 타임즈, LA 타임즈 등 해외 유력 신문사를 비롯해 유력 음악전문 매거진 (피치포크, Fader 매거진, 빌리지 보이스, MTVK)에서 공연 리뷰가 쏟아졌다. 특히 빌보드지는 “2NE1의 美침공, 상상도 못했던 일”이라는 타이틀과 함께 2NE1의 8월 17일 뉴저지 공연 리뷰를 실었는데 “제레미 스캇이 참여한 패션과 멤버들의 화려한 퍼포먼스와 무대 구성이 인상적이었다”고 극찬했다. LA 공연 앙코르 무대에는 블랙 아이드 피스의 멤버인 윌 아이 엠과 에플딥이 올라와  '내가 제일 잘나가'에 맞추어 즉흥 랩을 선보였으며, 미국 음악계의 거물 인터스코프 레코드(유니버설 뮤직 그룹의 산하 최대 레이블) 지미 아이빈 회장이 대기실을 찾아 공연까지 관람한 것으로 알려져 더욱 눈길을 끌고 있다. LA 공연 장소인 노키아 시어터에서는 아시아 최초 공연 매진을 기록한 2NE1에게 인증패를 증정했다. 또한 LA 공연으로 빌보드의 공연 실적 집계차트인 커런트 박스스코어에서 29위에 올랐다.
2NE1은 미국 뉴저지와 LA에서 총 1만4천명의 관객을 동원한 것은 물론 일본에서도 12만 명의 관객을 동원하며 걸그룹으로는 이례적인 대규모 콘서트를 진행했다. 타이완 타이페이, 인도네시가 자카르타, 싱가포르, 말레이시아 쿠알라룸푸르로 최종 7개국 11개 도시에서 총 17회의 콘서트를 개최할 것을 확정지었다. 하지만 말레이시아와 인도네시아 투어의 취소로 인해 7개국 투어가 아닌 5개국 월드투어로 변경 축소 되었다.

## 투어 일정
| 날짜             | 도시          | 국가     | 장소                             | 관객수       |
| ---------------- | ------------- | -------- | -------------------------------- | ------------ |
| 2012년 7월 29일  | 서울          | 대한민국 | 올림픽공원 체조경기장            | 20,000       |
| 2012년 7월 29일  | 서울          | 대한민국 | 올림픽공원 체조경기장            | 20,000       |
| 2012년 8월 17일  | 뉴욕          | 미국     | 푸르덴셜 센터                    | 7,000        |
| 2012년 8월 24일  | 로스 앤젤레스 | 미국     | 노키아 극장(마이크로소프트 극장) | 6,680        |
| 2012년 8월 31일  | 오사카        | 일본     | 오사카 성 홀                     | 120,000      |
| 2012년 9월 1일   | 오사카        | 일본     | 오사카 성 홀                     | 120,000      |
| 2012년 9월 2일   | 오사카        | 일본     | 오사카 성 홀                     | 120,000      |
| 2012년 9월 7일   | 나고야        | 일본     | 니혼 가이시 홀                   | 120,000      |
| 2012년 9월 8일   | 나고야        | 일본     | 니혼 가이시 홀                   | 120,000      |
| 2012년 9월 11일  | 요코하마      | 일본     | 요코하마 아레나                  | 120,000      |
| 2012년 9월 12일  | 요코하마      | 일본     | 요코하마 아레나                  | 120,000      |
| 2012년 9월 29일  | 사이타마      | 일본     | 사이타마 슈퍼 아레나             | 120,000      |
| 2012년 9월 30일  | 사이타마      | 일본     | 사이타마 슈퍼 아레나             | 120,000      |
| 2012년 11월 16일 | 타이베이      | 중국     | 타이베이 아레나                  | 8,500        |
| 2012년 12월 1일  | 싱가포르      | 싱가포르 | 싱가포르 인도어 스타디움         | 8,200        |
| 15일 공연        | 9개 도시      | 5개 국가 | 합계:                            | 통산 170,380 |

## 취소 된 공연
| 날짜             | 도시         | 국가       | 장소                          | 사유                                            |
| ---------------- | ------------ | ---------- | ----------------------------- | ----------------------------------------------- |
| 2012년 11월 24일 | 자카르타     | 인도네시아 | 마타 일랑 인터네셔널 스타디움 | 통제할 수 없는 상황으로 인해 취소               |
| 2012년 12월 8일  | 쿠알라룸푸르 | 말레이시아 | 말라와티 경기장               | 해결되지 않은 공연장 장비 기술 문제로 인해 취소 |

#### 박스 오피스 스코어 기록
| 장소                             | 도시                        | 티켓 판매량 / 총 판매수 | 입장 수입                                 |
| -------------------------------- | --------------------------- | ----------------------- | ----------------------------------------- |
| 노키아 극장(마이크로소프트 극장) | 캘리포니아주, 로스 앤젤레스 | 6,680 / 6,714 (99%)     | 미국 653,716 달러 (한화 약 7억 7,223만원) |

## 세트 리스트
1. "Intro Visual"
2. "내가 제일 잘 나가"
3. "Fire"
4. "박수 쳐"
5. "I Don't Care" (Reggae Mix)
6. "Don't Stop the Music"
7. Club DJ (CL Solo)
8. "Don't Cry" (박봄 Solo)
9. "You & I" (박봄 Solo)
10. "날 따라 해봐요"
11. 댄스 퍼포먼스 (공민지 Solo)
12. "Please Don't Go" (CL & 공민지)
13. "Pretty Boy"
14. "Kiss" (박산다라 Solo)
15. "I'm Busy" (Backstage Intro)
16. "아파"
17. "Lonely"
18. "In the Club"
19. "Stay Together"
20. "I Love You"
21. "Ugly"
22. "Let's Go Party"
23. "Scream (일본어 ver.)"
24. "Hate You"
25. "Go Away"
26. "Can't Nobody"

앵콜:
1. "I Don't Care"
2. "내가 제일 잘 나가 (Feat. Will.i.am)"

1. "Intro Visual"
2. "내가 제일 잘 나가 (일본어 ver.)"
3. "Fire"
4. "Clap Your Hands"
5. "I Don't Care" (Reggae Mix)
6. "Don't Stop the Music (일본어 ver.)"
7. Club DJ (CL Solo)
8. "Don't Cry" (박봄 Solo)
9. "You & I" (박봄 Solo)
10. "날 따라 해봐요"
11. 댄스 퍼포먼스 (공민지 Solo)
12. "Please Don't Go" (CL & 공민지)
13. "Pretty Boy"
14. "Kiss" (박산다라 Solo)
15. "I'm Busy" (Backstage Intro)
16. "It Hurts (일본어 ver.)"
17. "Lonely (일본어 ver.)"
18. "In the Club"
19. "Stay Together"
20. "I Love You (일본어 ver.)"
21. "Ugly (일본어 ver.)"
22. "Let's Go Party"
23. "Scream (일본어 ver.)"
24. "Hate You (일본어 ver.)"
25. "Go Away (일본어 ver.)"
26. "Can't Nobody"

앵콜:
1. "I Don't Care (앵콜 Ver. & 일본어 ver.)"
2. "내가 제일 잘 나가 (앵콜 Ver.)"